# شرکت پلی‌اکریل اصفهان
شرکت پلی‌اکریل ایران (استان اصفهان، کیلومتر ۴۵ جاده اصفهان - مبارکه، تأسیس ۲۴ مرداد ۱۳۵۳) یکی از مجتمع‌های صنعتی ایران در استان اصفهان است. تولیدات این کارخانه شامل انواع نخ و الیاف پلی‌استر، انواع الیاف اکریلیک شامل الیاف اکریلیک فرشی، پتویی و تاپس پلی‌استر است. سهام این شرکت تحت عنوان شپلی در تابلوی زرد بازار پایه در فرابورس قابل معامله است.

## محصولات شرکت پلی‌اکریل ایران
شرکت پلی‌اکریل ایران، شامل کارخانه پلی‌استر، کارخانه‌های اکریلیک ۱ و ۲، کارخانه تاپس، کارخانه GF، شرکت الیاف زاینده‌رود و یک نیروگاه است.

### کارخانه پلی‌استر
محصولات کارخانه پلی‌استر شامل نخ پلی‌استر، نخ پُلی‌کول (Poly cool)، الیاف پلی‌استر است.
نخ پلی‌استر در صنایع بافندگی و نخ پُلی‌کول برای مصارف پوشاک ورزشی و سایر البسه‌ای که دفع عرق و خنک شدن بدن مورد نظر باشد مورد استفاده قرار می‌گیرد. الیاف پلی‌استر نیز جایگزین مناسبی برای پنبه در صنایع نساجی است.

### کارخانه اکریلیک ۱
الیاف تولیدی در کارخانه اکریلیک ۱ به روش خشک ریسی تحت لیسانس شرکت Dupont آمریکا با مزیت رنگ‌پذیری بالاتر است. محصولات کارخانه اکریلیک ۱، شامل الیاف اکریلیک فرشی خشک ریسی، الیاف اکریلیک پتویی، الیاف پلی‌بِست (Poly Best) و الیاف اکریلیک صنعتی است.
الیاف پُلی‌بِست در انواع ورق‌های سیمانی به جای آزبست که استفاده از آن به دلیل خطرات زیست‌محیطی و سرطان‌زا بودن ممنوع شده، جایگزین شود.
ظرفیت کارخانه اکریلیک یک ۲۴۰۰۰ تن در سال است.

### کارخانه اکریلیک ۲
شرکت الیاف زاینده‌رود با استفاده از فناوری جدیدتر ریسی (Wet Spining)، محصولات اکریلیک تولید می‌کند.
محصولات این شرکت شاملِ الیاف اکریلیک از ۱ تا ۱۶ دنیر، نوار اکریلیک از ۱ تا ۸ دنیر و الیاف و نوار ویژه است. (دنیر واحد اندازه‌گیری دانسیته جرمی الیاف است که به‌صورت جرم در واحد گرم بر ۹۰۰۰ متر تعریف می‌⁪شود)
الیاف اکریلیک در گروه فرشی، پتویی و البسه کاربرد دارد و نوار اکریلیک در صنایع نساجی فرشی و پتویی کاربرد دارد. الیاف و نوار ویژه نیز شامل انواع ضد میکروب، سوپر وایت، جایگزین آزبست، رنگی، محصولات سفارشی اکریلیک نوع نساجی و صنعتی است..
ظرفیت کارخانه اکریلیک دو ۳۷۰۰۰ تن در سال است.

### کارخانه تاپس
کارخانه تاپس پلی‌استر با فناوری onverting است و محصول آن تاپس آنتی پیل پلی‌استر شانه‌شده‌است که بیشتر جهت استفاده در صنعت فاستونی برای اختلاط با پشم مرغوب مورد استفاده قرار می‌گیرد.

### کارخانه(GF)
محصول این کارخانه، گرانول PET تقویت‌شده با الیاف شیشه به اختصار (PET-GF) است.

## مدیران عامل
مدیران عامل شرکت پلی‌اکریل ایران از ابتدا تا کنون به صورت زیر است:
| ۱۹ | سید محمد کاظمی    | بهمن ماه ۱۴۰۰ |               |        | مجمع ۲ بهمن ماه ۱۴۰۰       |
| ۱۸ | مهدی زرفشانی      | دیماه ۹۹      |               |        | مجمع ۳ دیماه ۹۹            |
| ۱۷ | مهدی علی دوستی    |               |               |        | توسط شورای تأمین استان     |
| ۱۶ | امیر رحیمی        |               |               |        | توسط شورای تأمین استان     |
| ۱۵ | عباسعلی پور سیدی  |               |               |        |                            |
| ۱۴ | اکبر ترکان        | مهرماه ۹۴     | اسفندماه ۹۴   | ۶ ماه  | توضیحات                    |
| ۱۳ | رسول رضایی        | مهرماه ۹۳     | مهرماه ۹۴     | یکسال  | توضیحات                    |
| ۱۲ | صفرعلی براتی      | ۱۷ خرداد ۱۳۹۳ | مهرماه ۹۳     | ۳ ماه  |                            |
| ۱۱ | کریم فروزان       | ۱۳۸۹          | ۱۷ خرداد ۱۳۹۳ | ۴ سال  |                            |
| ۱۰ | محمود مجیب        | ۱۳۸۳          | ۱۳۸۹          | ۶ سال  |                            |
| ۹  | ابوالفتوح کریمیان | ۱۳۸۱          | ۱۳۸۳          | ۲ سال  |                            |
| ۸  | محمد مهرزاد       | ۱۳۷۷          | ۱۳۸۱          | ۴ سال  |                            |
| ۷  | مهدی نوری مشکوتی  | ۱۳۷۵          | ۱۳۷۷          | ۲ سال  |                            |
| ۶  | محمود کساییان     | ۱۳۶۵          | ۱۳۷۵          | ۱۰ سال |                            |
| ۵  | محمود عسکریان     | ۱۳۶۴          | ۱۳۶۵          | ۱ سال  |                            |
| ۴  | محمدحسن کاتوزیان  | ۱۳۶۱          | ۱۳۶۴          | ۳ سال  | مدیرعامل و رئیس هیئت مدیره |
| ۳  | جمال احمدزاده     | ۱۳۵۵          | ۱۳۶۲          | ۷ سال  | مدیر کارخانه               |
| ۲  | محسن شیدانی       | ۱۳۵۴          | ۱۳۶۲          | ۸ سال  | قائم‌مقام مدیرعامل          |
| ۱  | اکبر لاجوردیان    | ۱۳۵۲          | ۱۳۵۷          | ۵ سال  | یکی از چهار نفر مؤسس       |